# Raúl Leoni

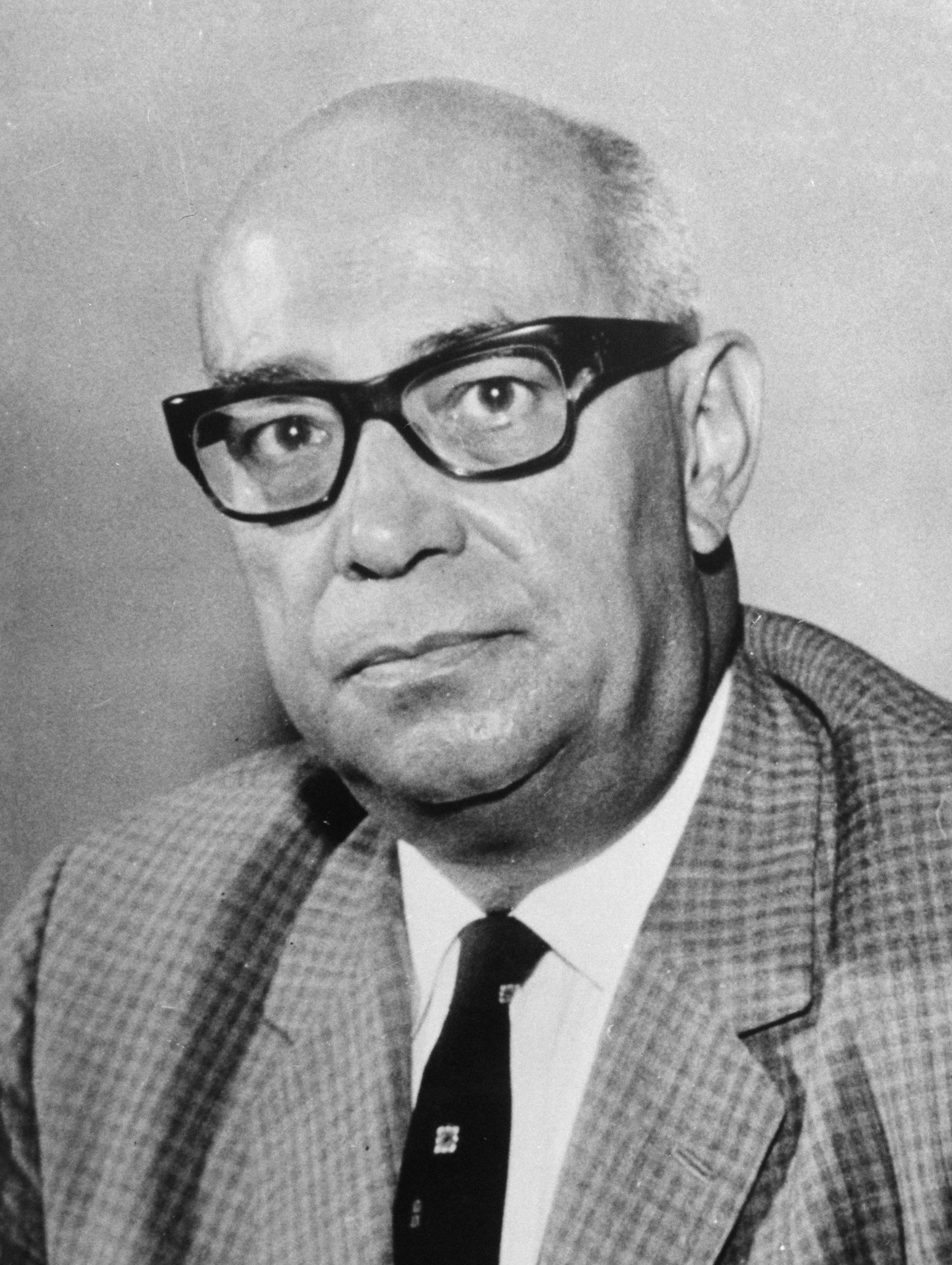
Raúl Leoni

Raúl Leoni (* 26. April 1905 in El Manteco, Venezuela; † 5. Juli 1972 in New York City) war von 1964 bis 1969 Präsident Venezuelas. Er war Mitglied der damals größten venezolanischen Partei Acción Democrática (AD).
Leoni studierte an der Universidad Central de Venezuela in Caracas Rechtswissenschaft. Er war Mitglied der Generación del 28, einer Studentengruppe, die 1928 die Proteste gegen die Diktatur von Juan Vicente Gómez in Caracas organisierte. Daran nahmen viele Studenten teil, die später als Politiker den demokratischen Wandel in Venezuela einleiteten.
Von 1945 bis 1948 war Raúl Leoni erster Arbeitsminister Venezuelas; während der als El Trienio Adeco bekannten Ära, mit Staatsstreich 1945 und der ersten demokratischen Wahl 1946.